# Шихотово
Шихотово — деревня в Жарковском районе Тверской области России. Входит в состав Щучейского сельского поселения.

## География
Деревня находится в юго-западной части Тверской области, в зоне хвойно-широколиственных лесов, в пределах Западно-Двинской зандровой низины, при автодороге 28Н-0304, на расстоянии примерно 15 километров (по прямой) к юго-юго-востоку от посёлка городского типа Жарковский, административного центра района. Абсолютная высота — 207 метров над уровнем моря.

### Климат
Климат характеризуется как умеренно континентальный. Среднегодовая температура воздуха — 3,7 — 4,1 °C. Средняя температура воздуха самого холодного месяца (января) — −10,5 — −9 °C (абсолютный минимум — −34 °C), средняя температура самого тёплого (июля) — 17,6 — 17,9 °С (абсолютный максимум — 32 °С). Безморозный период длится около 125—130 дней. Годовое количество атмосферных осадков составляет 721 мм, из которых большая часть выпадает в тёплый период. Снежный покров держится в течение 140—146 дней. Среднегодовая скорость ветра — 4,5 м/с, варьирует от 4,8 м/с в апреле до 4,2 м/с в августе.

### Часовой пояс
Деревня Шихотово, как и вся Тверская область, находится в часовой зоне МСК (московское время). Смещение применяемого времени относительно UTC составляет +3:00.

## Население
| 2010 |
| ---- |
| 1    |

### Национальный состав
Согласно результатам переписи 2002 года, в национальной структуре населения русские составляли 100 % из 8 чел.